# Systoloneura
Systoloneura är ett släkte av fjärilar. Systoloneura ingår i familjen styltmalar.
Kladogram enligt Catalogue of Life:
| Systoloneura | \| \| Systoloneura geometropis \| \| \| \| \| \| Systoloneura randiae \| \| \| \| |
|              | \| \| Systoloneura geometropis \| \| \| \| \| \| Systoloneura randiae \| \| \| \| |
|              | Systoloneura geometropis                                                          |
|              |                                                                                   |
|              | Systoloneura randiae                                                              |
|              |                                                                                   |